# Kalffa
 (décembre 2022).
Si vous disposez d'ouvrages ou d'articles de référence ou si vous connaissez des sites web de qualité traitant du thème abordé ici, merci de compléter l'article en donnant les références utiles à sa vérifiabilité et en les liant à la section « Notes et références ».
Kalffa est un groupe français de rock celtique, originaire de Sens, dans l'Yonne. Son style musical mêle la musique traditionnelle bretonne avec les instruments du rock. Les deux membres fondateurs sont David Chaumont et Ludovic Dagobert,.

## Histoire

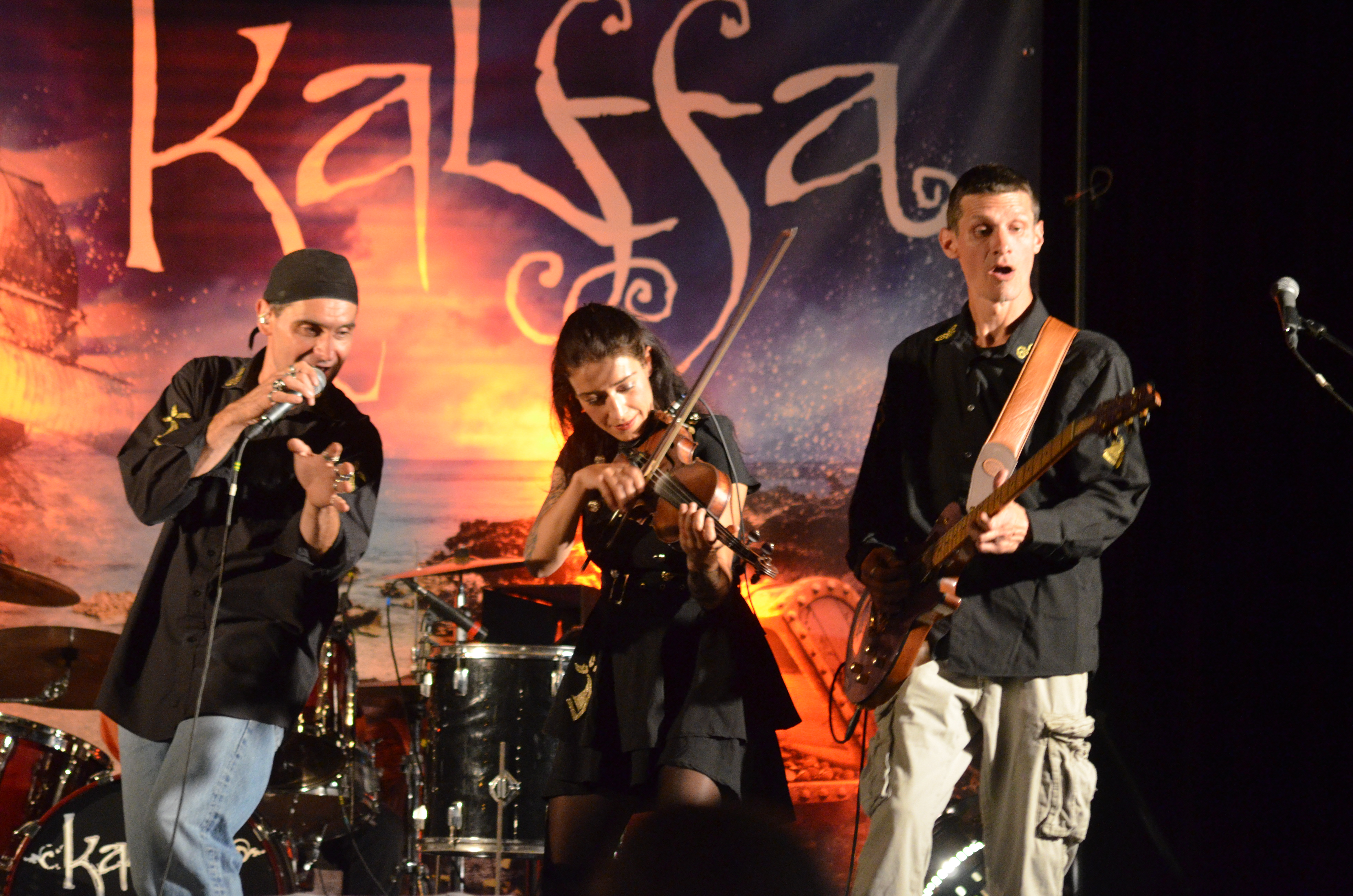
Kalffa sur scène en 2018.

Le groupe existe depuis 1996, au départ sous le nom de BBX, puis de Terneuva (2005-2007). Mais en avril 2007, le groupe, victime de plagiats, change son nom en Kalffa.
Le premier album Forçats de l'amer sort en avril 2005. Cet album regroupe cinq compositions et sept chants de marins revisités en rock festif comme Tacoma, Le capitaine de Saint Malo, Encor’ et hop…
Le deuxième album, toujours en autoproduction, s’intitule En pleine tempête. Sorti en juin 2006, il fait une part plus belle aux compositions dont Shantyman ou encore Bientôt… un siècle Seznec, qui a été approuvé et recommandé par Denis Seznec, le petit-fils de Guillaume Seznec évoqué dans la chanson.
En mai 2007, Kalffa remporte l’adhésion des organisateurs du Festival des Terre-Neuvas qui cherche une chanson pour fêter les dix ans du festival. Ainsi naît en mai 2007 Armorique Festival qui devient l’hymne officiel du deuxième festival de France. Kalffa l’interprétera le 7 juillet 2007 devant 57 000 personnes. L’hymne officiel sortira en single. En juillet 2007 sort La Déferlante enregistré par Fred Rochette du P’n’F Studios. Ce nouvel album marque un virage résolument plus rock. Les voix et les chœurs gardent l’âme des chants de marins, mais la section rythmique est plus percutante, la guitare électrique omniprésente et l’accordéon distille avec verve ses mélodies à tendance traditionnelle. Après une grande tournée partout en France, Kalffa décide d’enregistrer son spectacle à Sens le 24 novembre 2007 et sort ensuite son premier album en public En Bordée par la foule en mai 2008.
De plus en plus charmé par la Bretagne et ses traditions, Kalffa sort un album exclusivement de compositions sur le thème des contes et légendes de Bretagne : Terre de légendes en juin 2010. Cet opus permettra au groupe de se détacher un peu des chants de marin et de mettre en valeur son originalité. La presse est unanime et Kalffa s’ouvre ainsi les portes hors de France en jouant notamment à l’Irish Guinness Festival de Sion en Suisse. Yonne Mag, le 19 juin 2010, écrit :  « Imaginez la rencontre improbable entre Alan Stivell ou Dan Ar Braz avec Noir Désir. Mieux : les Pogues qui trinquent avec Ange, vieux groupe français des années 1970. Kalffa est un mixage heureux de tout cela : le côté très rock des compositions mêlé aux aspects classiques des Celtes, soit des contes et légendes en tout genre… Le groupe réussit ce que peu d’autres ont fait. »[réf. nécessaire] Le spectacle rencontrant le succès, Kalffa enregistre un nouveau live en septembre 2011 à Sens. Ce dernier sort sous le nom de Légendes de Sens à Sion en décembre 2011.
Le groupe Kalffa prône l'autoproduction et est, de fait, loin des médias grand public. Pourtant, le groupe existe bel et bien avec ses intermittents du spectacle et sillonne les routes de France, de Suisse et de Belgique. Le groupe, pour son côté chant de marin, est privilégié dans les fêtes maritimes (Fêtes maritimes de Douarnenez ; Estivoiles de Fécamp ; Festival des Filets bleus de Concarneau ; Festival du chant de marin de Paimpol…), mais son côté festif, celtique et énergique l’emmène également dans les salles pour les Saint Patrick ou les festivals (Festiv’Halles à Decize ; Festival des Nuits Salines de Batz-sur-Mer ; Nuit celtique de Nesle…). Kalffa a notamment assuré les premières parties de Soldat Louis, Gilles Servat, Armens, et Nolwenn Leroy. En 2012, ils remplacent la chanteuse Auregan au festival Celtirock.

## Thèmes et image
Les thèmes de chansons de Kalffa sont variés mais un grand hommage à l’univers des marins et de la mer se dégage (Les larmes de l’océan, Shantyman…). Que ce soit le milieu éprouvant des forçats de la mer ou la détresse des femmes restées sur la terre ferme, les sentiments évoqués sont nombreux et nourris de nombreuses images. À l’image de leur modèle Soldat Louis (qui les surnomme amicalement « nos petits frères »), Kalffa a son lot de chansons de comptoirs, où les déboires alcooliques et amoureux ont la part belle : Tavernier, Whiskey Nancy, Galère d’amour… Dans cette catégorie de chansons, les jeux de mots et l’humour sont rois.
Certains titres ont également une double lecture qui apporte une note plus engagée contre la société actuelle et les dérivés du pouvoir, comme Embarquez ou La déferlante. L’engagement le plus marquant est le titre dédié à Guillaume Seznec Bientôt un siècle… Seznec. Mais Kalffa, c’est aussi une ode au milieu breton avec des chansons dédiées aux Korrigans, à Merlin l’enchanteur, à la fée Morgane…

## Membres

### Membres actuels

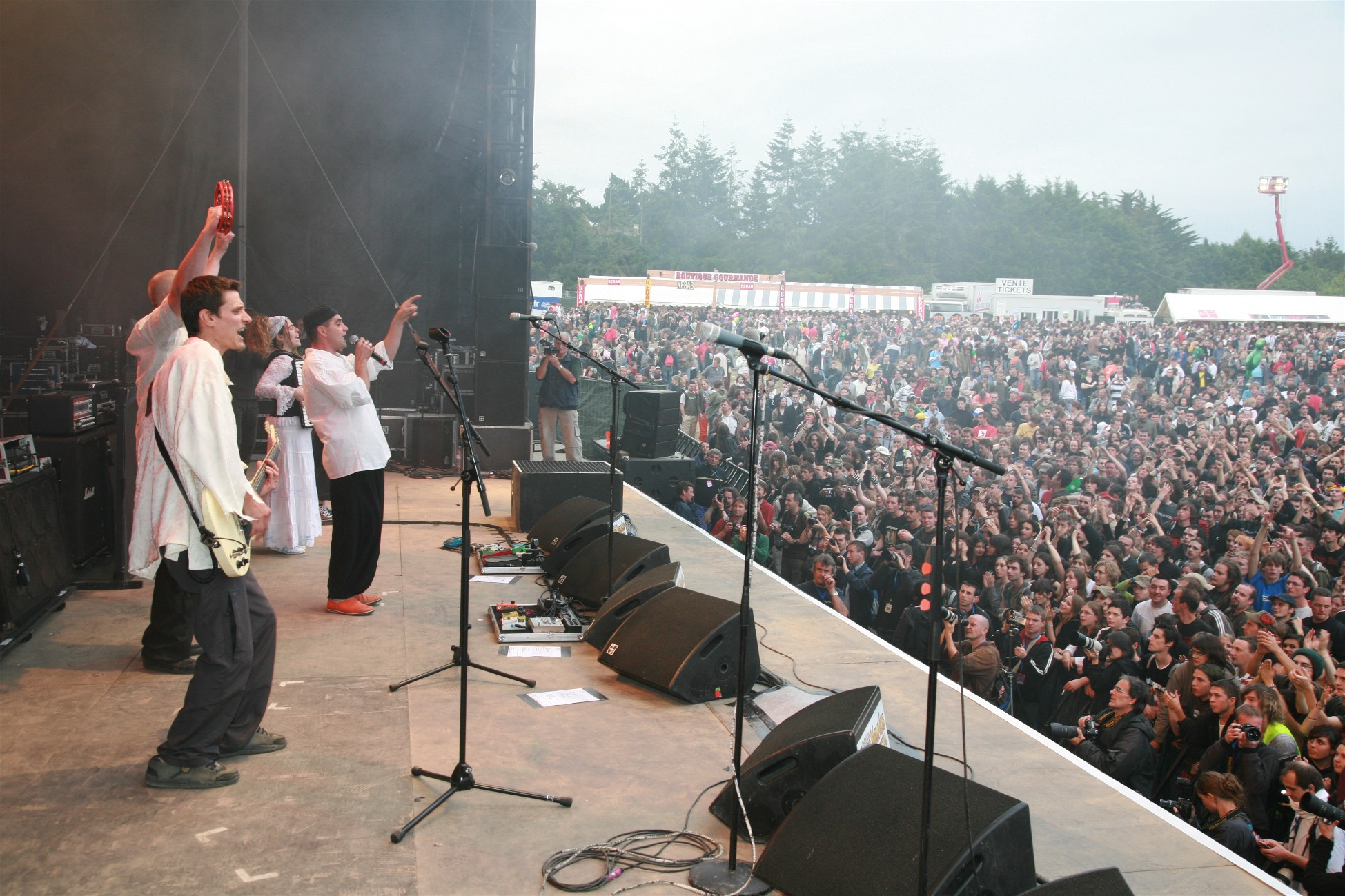
Kalffa sur la scène du festival des Terre-Neuvas de Bobital en 2007.

- David Chaumont – chant (leader du groupe, l’auteur des compositions[2])
- Ludovic Dagobert – guitares 6 et 12 cordes, guitare électrique, banjo, mandoline, basse, chœurs (également le compositeur du groupe[2])
- Emma Sempéré – violon[2] (depuis 2015)
- Didier Jarret – batterie[2] (depuis 2017)

## Discographie

### Albums studio
- 2005 : Forçats de l'amer (autoproduction - sous le nom de Terneuva)
- 2006 : En pleine tempête (autoproduction - sous le nom de Terneuva)
- 2008 : La Déferlante (autoproduction)
- 2010 : Terre de légendes (autoproduction)
- 2013 : Odieux de la Mer (autoproduction)
- 2016 : Bercé par le Diable (autoproduction)
- 2020 : Home Art et confit de Kalffa (autoproduction - album acoustique du confinement 2020)[6]
- 2022 : Dimanche Chouchen (autoproduction)

### Albums live
- 2008 : En bordée par la foule (autoproduction)
- 2011 : Légendes de Sens à Sion (autoproduction)
- 2014 : Live pas à l'Olympia (autoproduction)
- 2018 : Dix ans de scène (autoproduction)

### Singles
- 2007 : Armorique Festival (single en autoproduction - Hymne officiel du Festival des Terre Neuvas)
- 2013 : La Kangourou (autoproduction)
- 2019 : Des fourmis dans les pieds (autoproduction)